# Бованенко Дмитро Євменович
Дмитро Євменович Бованенко (23 вересня 1900, Київ, Російська імперія — 12 лютого 1942, Магадан, РРФСР, СРСР) — український економіст, історик. Батько радянського геофізика Вадима Бованенка.

## Життєпис
Народився в Києві. Закінчив початкову школу і гімназію в Каневі.
У 1920—1924 рр. навчався в Київському інституті народної освіти (нині Київський національний університет імені Тараса Шевченка).
У 1926—1927 рр.— аспірант науково-дослідної кафедри історії України при ВУАН, а у 1927—1930 рр. — кафедри марксизму-ленінізму.
Одночасно викладав політекономію в Київському інституті народного господарства.
У 1930—1934 рр. — член Комісії з вивчення соціально-економічної історії України 18–19 ст. при ВУАН.
Від 1937 — старший референт в Держплані УРСР. Замолоду належав до Української комуністичної партії (боротьбистів).
Підготував праці з історії економіки України 19 — поч. 20 ст. та з історії економічної думки України (зокрема, про М. Зібера та С. Подолинського).
Заарештований 10 вересня 1937 року. 13 листопада того ж року засуджений «трійкою» при Київському обласному управлінні НКВС УРСР на 10 років виправно-трудових таборів.
Помер в ув'язненні в Магадані (бухта Нагаєво, Верхній Хатинах).

## Вибрані праці
- До історії політичної економії на Україні // Ювілейний збірник на пошану академіка Дмитра Йвановича Багалія з нагоди сімдесятої річниці життя та п'ятдесятих роковин наукової діяльності. — К., 1927. — Т.1
- Економічна концепція Сергія Подолинського // Прапор марксизму. − 1928. — № 2
- Науковий центр марксистської думки на Україні // Червоний шлях. − 1929. — № 5-6.